# オートマット
オートマットとは、リーダーペーパーのあるフィルムを使うカメラのフィルム装填機構の一つである。

## 概要
リーダーペーパーをスプールに巻き込み、カメラの裏蓋を閉めてフィルムがストップするまで巻き上げると自動的に1コマ目がセットされるものをいう。
フィルムの装填機構の中では最も進歩した形式である。機械式ではフィルムの厚みの変化を検出してスタート位置を設定する。富士フイルムのフジGA645プロフェッショナルなどフィルム冒頭部分とフィルムの反射率の違いを検知する電子式の製品もある。
フランケ＆ハイデッケ（現ローライ）のローライフレックスオートマット（1937年発売）に搭載されたのが最初である。高い機械精度が要求されるためローライフレックスシリーズ以外ではマミヤのマミヤシックスシリーズ最終期やマミヤC3シリーズ、東京光学機械（現トプコン）のプリモフレックスオートマット等技術の高いメーカーの最上位機種にしか採用されなかった。
高級品の代名詞となったため、フィルム装填以外の何らかの操作が自動化されていることについてオートマットの名称を付けたカメラもある。